# 祝嘉聚
祝嘉聚（1871年—?），河南省光州直隸州固始縣人，清朝政治人物、同進士出身。
光緒二十四年（1898年），参加光緒戊戌科殿試，登進士三甲46名。同年五月，以主事分部学习。